# ديريك براون (لاعب كرة قدم أمريكية)
ديريك براون (بالإنجليزية: Derek Brown)‏ هو لاعب كرة قدم أمريكية أمريكي، ولد في 15 أبريل 1971 في بانينغ في الولايات المتحدة.

## وصلات خارجية
- ديريك براون (لاعب كرة قدم أمريكية) على موقع مرجع كرة القدم المحترفة.كوم (الإنجليزية)
- ديريك براون (لاعب كرة قدم أمريكية) على موقع JustSportsStats.com (الإنجليزية)